# Maps.me
Maps.me（MAPS.MEとも表記、過去名にMapsWithMe）とはAndroid、iOS、BlackBerry対応のモバイルアプリケーションで、オープンストリートマップを使用したオフライン使用地図を提供する。
最初のアプリは、ベラルーシとスイスで開発された。Maps.meはユリー・メルニチェク(Yury Melnichek)、アレクサンダー・ボースク (Alexander Borsuk)、ヴィクター・ゴヴァコ (Viktor Govako) によって設立され、アレクサンダーの指揮下でMapsWithMeは当初ユーザー数が全世界で250万人に達した。メルニチェクは、2013年11月からエヴゲーニー・リソフスキー (Evgeny Lisovskiy) が引き継ぐまでプロジェクトを牽引していた。
2014年11月にMail.Ru Groupが買収し、My.comブランドの1つとなっている。2015年9月、アプリはオープンソース化された。2017年初期にアプリの方針が変更され、控えめな広告によって収益が支えられるようになった。

## 機能
- オフライン地図データ（カスタム圧縮フォーマット）[7]、月に約1、2回更新
- GPS対応
- オフライン検索（名前、住所、カテゴリと座標）
- 自動車や徒歩に対応したオフラインルート
- 地図編集
- ブックマーク
- 自動追跡モード
- 場所とブックマークの共有
- KMLインポート

## Mail.ru Groupによる買収
このアプリは当初、チューリッヒに拠点を置き、ミンスクに開発オフィスを持っているMapsWithMe GmbHが開発した。
2012年、MapsWithMeはヴィリニュスで行われたスタートアップ・マンスリーコンペティションに初参加し、賞としてシリコンバレーで手当のある9週間の講習を受けた。
2014年11月、Maps.meはMail.Ru Groupに買収されてMy.comのブランドとなり、アプリも無料化された。エンジニアチームはモスクワにあるMail.Ru Groupのオフィスへと移り、プロジェクトを継続することになった。

## データソースと技術
Maps.meの全地図データは、無料で編集できる世界地図プロジェクトであるオープンストリートマップを採用している。また宿泊施設データは、提携を結んでいるブッキングドットコムによるものである。
アプリケーションで使われている技術:
- C++
- Objective-C
- Java
- Android NDK（英語版）
- Qt
- OpenGL ES

## API
Maps.meは開発者向けの無料アプリケーションプログラミングインタフェースを提供していて、商用・個人両方で使用できる。

## YotaPhone
2013年、ロシア製スマートフォンでディスプレイが2画面（前面LCD、背面eインク）搭載されているYotaPhoneの開発者は、端末のeインクディスプレイに対応したアプリの開発をMapsWithMeに求め、MapsWithMeは端末のカラー画面とeインク画面の両方に最適化した特別バージョンアプリをリリースした。
メイン画面では全ての国の地図を閲覧したり、ピンを押したり、場所を探したりすることができ、また電池の節約のために地図をeインクディスプレイに移して表示することもできる。
2016年5月4日のリリースを最後に、YotaPhoneでのサポートを終了している。